# Aukrasanden
Aukrasanden is een gehucht in de Noorse gemeente Aukra, liggende op het eiland Gossa, en wordt in de volksmond vaak gebruikt voor Aukra, een plaats die wel aangegeven staat op kaarten.
In Aukrasanden staat de kerk van de gemeente met de aanliggende begraafplaats. Het gehucht telde vroeger de meeste inwoners van het eiland en was een aanlegplaats voor schepen die het eiland met het vasteland en de stad Molde verbonden. Nu ligt een kilometer naar het zuiden toe een ferryhaven voor Hollingsholm, de plaats aan de overkant van de zee-engte Julsundet en dus ook op het vasteland (nog steeds in dezelfde gemeente Aukra).